# Morinda longiflora
Morinda longiflora är en måreväxtart som beskrevs av George Don jr. Morinda longiflora ingår i släktet Morinda och familjen måreväxter. Inga underarter finns listade i Catalogue of Life.